# Jakub Ferdynand Bogusławski

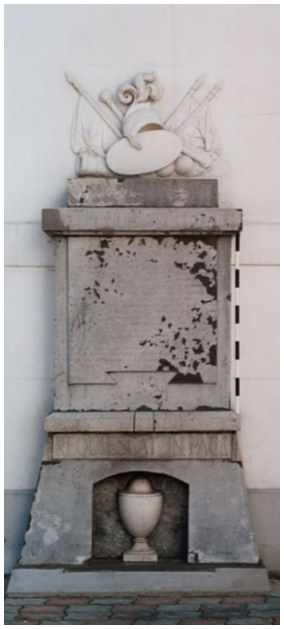
Epitafium Jakuba Ferdynanda Bogusławskiego w kościele na Powązkach

Jakub Ferdynand Bogusławski (ur. 30 maja 1759 w Brześciu Litewskim, zm. 21 lipca 1819 w Warszawie) – polski oficer, powstaniec kościuszkowski, legionista, oficer armii Księstwa Warszawskiego, pułkownik Korpusu Weteranów Królestwa Polskiego, znany z niepospolitej odwagi i wsławiony wieloma pojedynkami.

## Kariera wojskowa
Uczestniczył w wojnie polsko-rosyjskiej 1792 (m.in. bitwy pod Zieleńcami i Dubienką), powstaniu kościuszkowskim 1794 (m.in. obrona Warszawy i bitwa pod Bydgoszczą). Po upadku państwa polskiego znalazł się w 1795 na emigracji. Był oficerem armii francuskiej, służył w latach 1797–1801 w Legionach polskich we Włoszech, 1803 walczył na San Domingo, 1804–07 w Pierwszej Półbrygadzie Polskiej we Włoszech. Od 1807 był w wojsku Księstwa Warszawskiego. Uczestniczył w kampanii 1809 (pod Radzyminem i Sandomierzem), w kampanii 1812 odznaczył się pod Borysowem. Został odznaczony Orderem Wojennym Virtuti Militari. Wykaz służby wojskowej Jakuba Ferdynanda Bogusławskiego znajduje się na epitafium na ścianie kościoła parafialnego św. Karola Boromeusza na Powązkach w Warszawie.
Wsławił się walecznością i wieloma pojedynkami. Równie dobrze władał bronią białą, co palną. Pojedynkował się 60 razy. W pojedynkach z nim zginęło 15 jego przeciwników. Uwieczniony został m.in. przez Henryka Sienkiewicza w powieści „Legiony”.

## Działalność wolnomularska
W 1801 roku był członkiem, w stopniu mistrza, loży Saint Louis de la Charité (Wielki Wschód Francji) w Châlons-sur-Marne (departament Marne), w 1805 roku- w stopniu 4. - loży w Monopoli (w pobliżu Bari, południowe Włochy). 4 lutego 1814 roku afiliował do loży Świątynia Izys (Wielki Wschód Polski) w Warszawie.

## Rodzina
Jako pułkownik i dowódca Korpusu Weteranów Królestwa Polskiego ożenił się dnia 23 września 1815 roku w parafii św. Jana w Warszawie z Konstancją Wiktorią Ostaszewską (ur. 1792), córką Adama Macieja Ostaszewskiego i Marianny z Grabowskich Ostaszewskiej. W małżeństwie z nią przeżył niespełna cztery lata. Złożony chorobą umarł w Warszawie dnia  21 lipca 1819. Po śmierci Bogusławskiego wdowa po nim wyszła powtórnie za mąż, dnia 4 lutego 1823 w Warszawie, za Michała Lenkiewicza, syna majora Jana Nepomucena Lenkiewicza i Wiktorii z Ambroszkiewiczów. Powiązania towarzyskie i rodzinne kadry oficerskiej tamtych czasów znalazły swój wyraz także w małżeństwie szwagierki Jakuba Ferdynanda Bogusławskiego, Bogumiły Ostaszewskiej, która jeszcze za życia Bogusławskiego wyszła za mąż dnia 29 kwietnia 1819 w par. św. Jana w Warszawie także za byłego oficera wojsk polskich, kapitana Józefa Dąbskiego.